# 아만다의 저주
아만다의 저주(Deadly Manor)는 스페인에서 제작된 조시 레이몬 라러즈 감독의 1990년 공포 영화이다. 제니퍼 델로라 등이 주연으로 출연하였고 브라이언 스메들리-아스톤 등이 제작에 참여하였다.

## 출연

### 주연
- 제니퍼 델로라
- 마크 아이리쉬
- 캐슬린 패턴
- 클락 터프츠
- 클로디아 프란즐
- 리즈 히클러
- 제리 커니온